# 科隆内拉
科隆内拉（義大利語：Colonnella），是意大利泰拉莫省的一个市镇。总面积21平方公里，人口3705人，人口密度176.4人/平方公里（2009年）。ISTAT代码为067019。